# Benedykt I
Benedykt I (ur. w Rzymie, zm. 30 lipca 579 tamże) – 62. papież w okresie od 2 czerwca 575 do 30 lipca 579.

## Życiorys
Był Rzymianinem, jego ojcem był Bonifacy.
Zatwierdzenie cesarza Justyna II uzyskał dopiero jedenaście miesięcy po wyborze na Stolicę Piotrową. W okresie jego pontyfikatu Rzym nękały najazdy Longobardów (579) oraz klęski głodu i zarazy. Ponieważ pomoc cesarska przychodziła z opóźnieniem lub była zbyt mała, w czasie oblężenia Benedykt zmarł.
Papież szukał porozumienia z innymi biskupami Italii – zawarł porozumienie z biskupem Mediolanu, nie udało mu się jednak pojednać z biskupem Akwilei. W 578 mianował Rzymianina, Jana III na biskupa Rawenny, a także odwołał ze stanu zakonnego i przeniósł do diakonatu Grzegorza I, późniejszego papieża.
Został pochowany w bazylice św. Piotra.